# Orlí mlhovina
Orlí mlhovina (také známá jako Messier 16, M16 nebo NGC 6611) je velká HII oblast v souhvězdí Hada, která obsahuje mladou otevřenou hvězdokupu (NGC 6611) a emisní mlhovinu (IC 4703). Otevřenou hvězdokupu objevil v letech 1745–1746 švýcarský astronom Jean-Philippe Loys de Chéseaux a mlhovinu Charles Messier v roce 1764. Je to jeden z nejznámějších a nejsnadněji pozorovatelných vesmírných objektů.
Hvězdokupa NGC 6611 obsahuje přibližně 60 hvězd mezi 8. až 12. hvězdnou velikostí. Její vzdálenost od Země ještě není známa dostatečně přesně, ale odhady se blíží hodnotě 5 870 světelných let,
takže se nachází v rameni Střelce, což je spirální rameno v Galaxii, které tímto směrem prochází. Mlhovina obklopující hvězdokupu obsahuje několik velmi známých útvarů, jako například mlhovinu Sloupy stvoření (nebo jinak Pilíře stvoření), což jsou dlouhé sloupy tmavých plynů, které vznikly působením hvězdných větrů vanoucích z ústřední hvězdokupy.
Nachází se v nich také mladé hvězdné objekty, které jsou důkazem stále probíhající tvorby hvězd,
i když není jisté, zda je jejich tvorba hvězdným větrem blízkých hvězd podporována nebo potlačována, ani zda vítr tyto jevy vůbec nějak ovlivňuje. Hvězdokupa je složena z velkého počtu velmi horkých a jasných modrých veleobrů, jejichž stáří je sotva 2 až 3 miliony let,
tedy méně než tisícina stáří Slunce. Nejjasnější člen hvězdokupy má magnitudu 8,24
a je dobře viditelný i triedrem.
Pojmenování Orlí mlhoviny vychází z obrysu Sloupů stvoření
nebo dokonce celé mlhoviny,
který může připomínat letícího orla s roztaženými křídly.
Mlhovina je známa od konce 18. století a patří mezi nejznámější objekty Messierova katalogu. Snadno se fotografuje, a proto se na ni často zaměřují amatérští astrofotografové.

## Pozorování

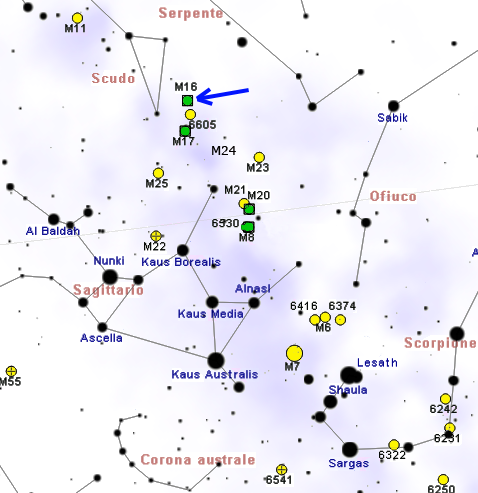
Poloha Orlí mlhoviny v souhvězdí Hada

Orlí mlhovinu je možné díky její velké jasnosti snadno nalézt přibližně 3° západně od hvězdy γ Scuti a přesto, že není běžně viditelná pouhým okem, triedr 10x50 je více než dostačující k zahlédnutí protáhlé světlé skvrny, která obklopuje drobnou hvězdokupu, ve které lze jen stěží rozeznat jednotlivé hvězdy. V dalekohledech o průměru 120 až 150 mm je již hvězdokupa jasnější než mlhovina, která vypadá méně výrazná. Zato hvězdokupu je již možné rozložit na asi 40 hvězd. Další podrobnosti jsou rozeznatelné až v dalekohledech o průměru 200 mm a větších, ve kterých hvězdokupa vypadá jasná a rozsáhlá s několika desítkami jasných hvězd rozptýlených v celé oblasti mlhoviny.
Orlí mlhovina má nízkou jižní deklinaci (14° jižně) a je snadno pozorovatelná z většiny obydlených oblastí Země. V severní Evropě a Kanadě, tedy blízko severního polárního kruhu, je ale její pozorování velmi obtížné a například ve střední Evropě zůstává poměrně nízko nad obzorem. V severních zeměpisných šířkách oblasti Středomoří už vychází poměrně vysoko nad obzor a je tedy možné ji zde snadno pozorovat, na jižní polokouli je mlhovina dobře viditelná vysoko na obloze během jižních zimních nocí a v jižní části tropického pásu (přesněji na 14° jižní z. š.) je možno ji vidět dokonale v zenitu. V oblasti mírného pásu severní polokoule je nejvhodnější období pro její pozorování na večerní obloze od června do října.

## Historie pozorování

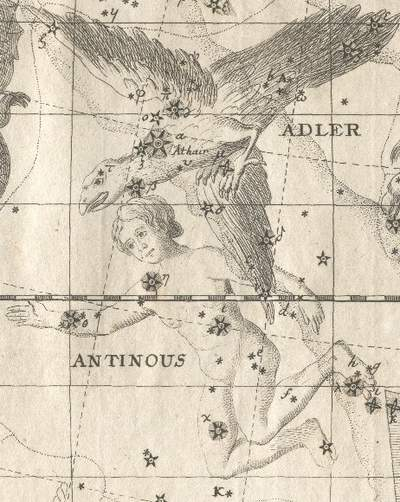
Dávné souhvězdí Antinoa, které spolu se souhvězdími Hada a Střelce použil de Chéseaux k popsání polohy Orlí mlhoviny.

Za objevitele tohoto objektu je označován Jean-Philippe Loys de Chéseaux, který kolem roku 1745 svým dalekohledem pravděpodobně pozoroval pouze ústřední hvězdokupu. Ve svém popisu uvedl jenom hvězdokupu, která leží mezi souhvězdími Hada, Střelce a Antinoa. Souhvězdí Antinoa ovšem bylo na začátku 20. století zrušeno Mezinárodní astronomickou unií a jeho hvězdy dnes tvoří jižní část souhvězdí Orla.
Charles Messier hvězdokupu pozoroval o několik let později 3. června 1764 a popsal ji jako mlhavý objekt, který je možné ve středové oblasti rozložit na jednotlivé hvězdy, ale vnější oblasti zůstávají mlhavé. Jako první tak popsal mlhovinu, která středovou hvězdokupu obklopuje, tedy Orlí mlhovinu. William Herschel kupodivu nezanechal podrobný popis této mlhoviny, ale jeho syn John ji popsal jako mračno s hvězdokupou tvořenou stovkou hvězd.
Admirál William Henry Smyth tuto oblast také pozoroval, popsal ji jako krásný objekt a uvedl také, že mnoho členů hvězdokupy tvoří dvojhvězdy a že je k jejímu lepšímu pozorování zapotřebí středně velký dalekohled. Francouzský astronom Camille Flammarion hvězdokupu pozoroval i malým dalekohledem a podařilo se mu rozeznat i mlhovinu.
V srpnu roku 1875 se Isaacu Robertsovi podařilo pořídit pomocí dalekohledu o průměru 50 cm první astrofotografii tohoto objektu. Na ní je dobře patrná mlhovina, která obklopuje hvězdokupu zvláště na její jihovýchodní straně.

### Precesní pohyb souřadnic

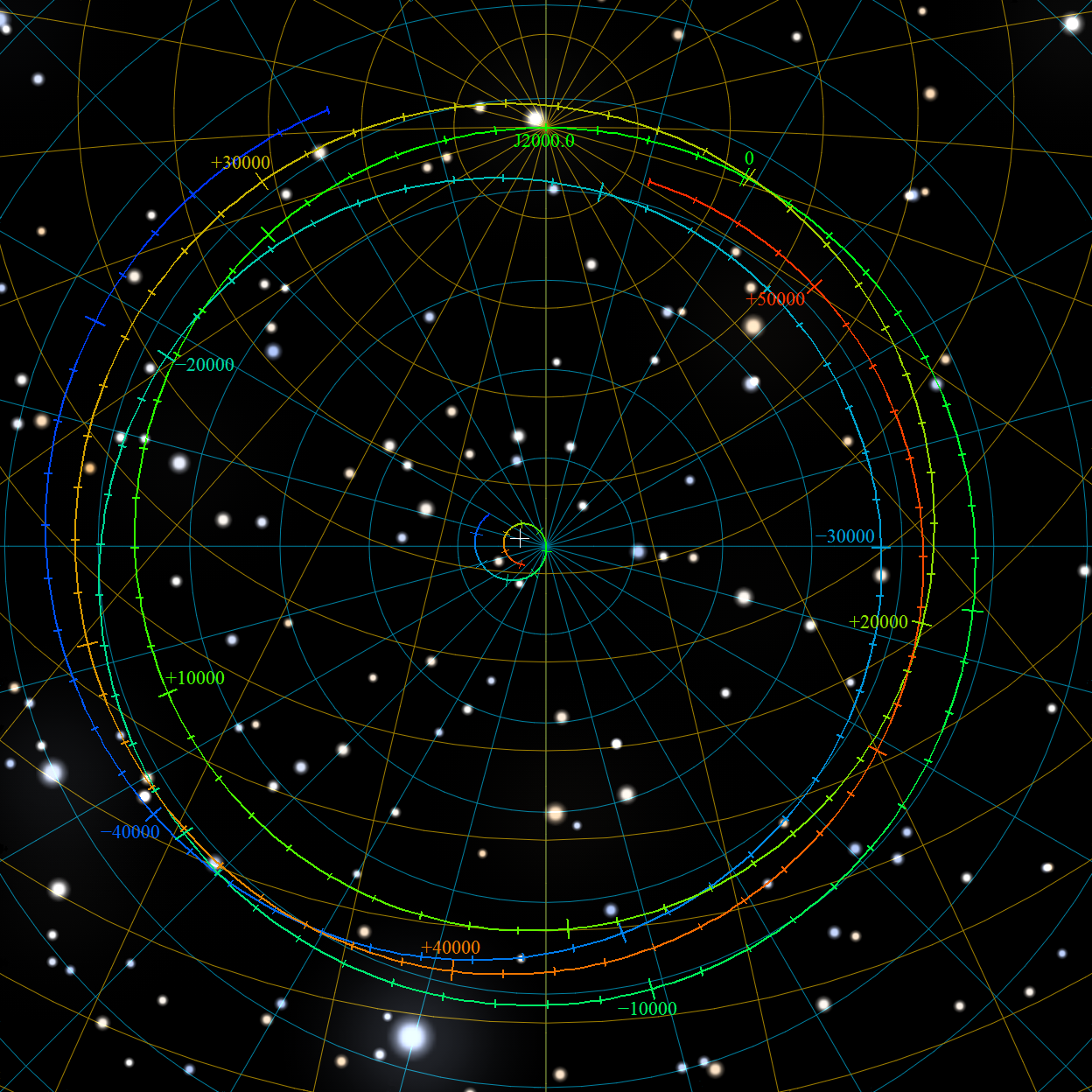
Projekce precesní dráhy severního pólu na pevné obloze epochy J2000.0 pro časový interval od 48000 př. n. l. do 52000 n. l.. Když zemská osa míří směrem k Veze (jasná hvězda dole), Orlí mlhovina zaujímá svou nejsevernější polohu.

Ve 21. století se Orlí mlhovina nachází na jižní nebeské polokouli. Je ovšem potřeba dodat, že kvůli jevu známému jako precese zemské osy se souřadnice hvězd a souhvězdí postupem času výrazně mění v závislosti na jejich vzdálenosti od severního a jižního pólu ekliptiky.
Rektascenze Orlí mlhoviny je 18h 19m (při ekvinokciu J2000,0), takže je velmi blízko rektascenzi 18h, což je souřadnice, na které většina vesmírných objektů dosahuje během precesního cyklu (platónský rok) své nejnižší deklinace (průsečík ekliptiky a rektascenze 18h také odpovídá zimnímu slunovratu). Deklinace Orlí mlhoviny je zhruba 14° jižním směrem.

## Vlastnosti

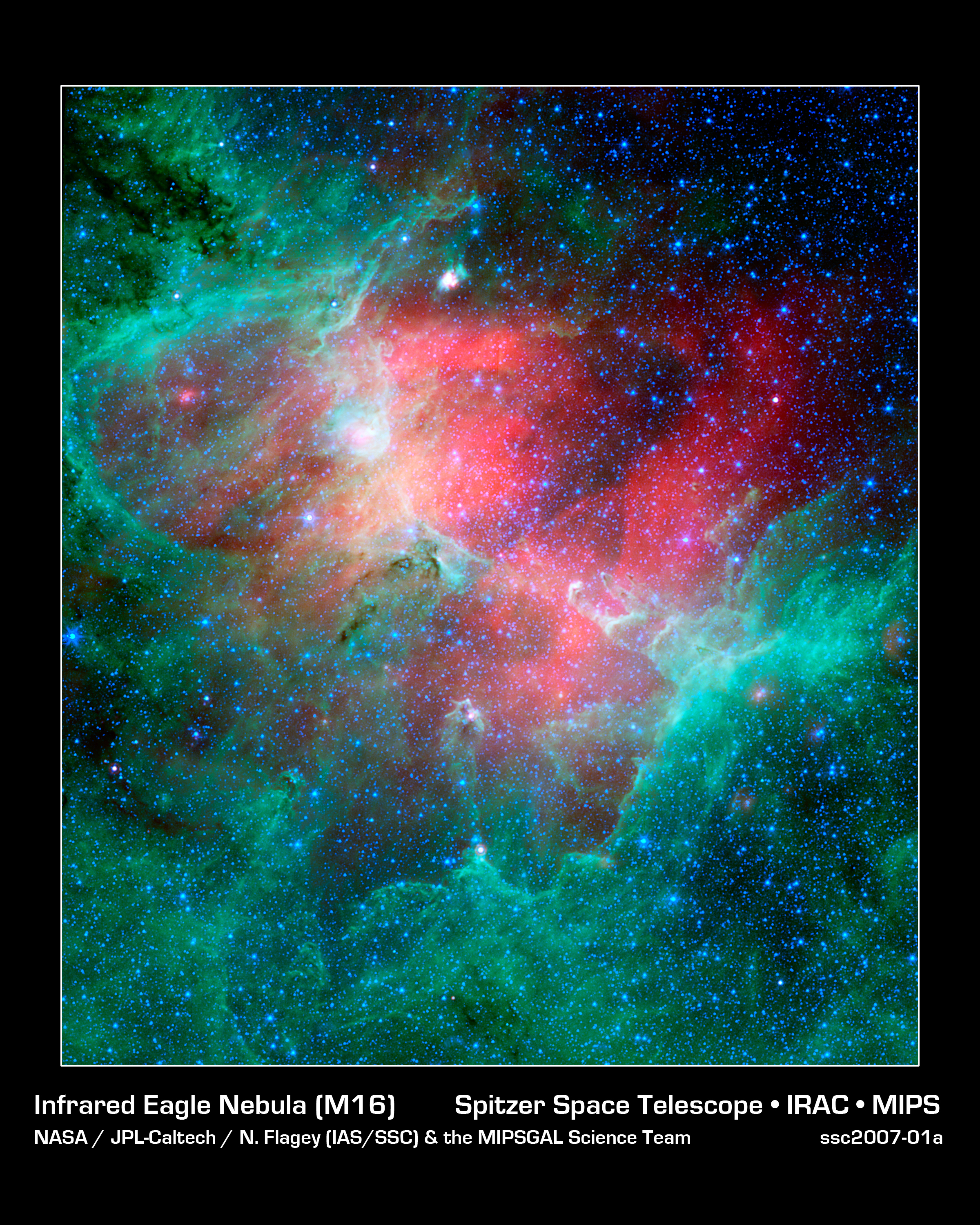
Infračervený snímek Orlí mlhoviny v nepravých barvách pořízený Spitzerovým vesmírným dalekohledem. Sever je vlevo, západ nahoře. Zelená barva představuje chladná oblaka prachu včetně Sloupů stvoření. Červená barva odhaluje přehřátý prach, pocházející možná z výbuchu velmi hmotné hvězdy jako supernovy. Světlo tohoto výbuchu mohlo k Zemi dorazit v blíže neurčeném čase někdy během 1. tisíciletí našeho letopočtu. Načervenalé skvrny v zelené oblasti uprostřed snímku ukazují místa, kde stále ještě uvnitř mračen vznikají hvězdy.

Hlavní příčinou ionizace plynu mlhoviny, a tedy i jejího záření, jsou velké hmotné hvězdy otevřené hvězdokupy NGC 6611, která se nachází uvnitř mlhoviny. Tyto hvězdy také svým větrem tvarují okolní mračna a při setkání větru s velmi hustými oblastmi mlhoviny tak vznikají dlouhé útvary, jako například Sloní choboty nebo slavné Sloupy stvoření, díky kterým celá mlhovina dostala název "Orlí" a které se proslavily hlavně díky snímkům z Hubbleova vesmírného dalekohledu.
Přestože tyto objekty nejsou tak husté, jak se původně předpokládalo, vystupují z nich objekty označované EGGs (zkratka z anglického Evaporating Gaseous Globules, tedy vypařující se plynné kuličky), z nichž některé obsahují mladé hvězdné objekty, které jsou znamením stále probíhající tvorby hvězd.
Hvězdy ústřední hvězdokupy jsou rozptýlené v oblasti o zdánlivém průměru přibližně 14', přitom v oblasti vzdálené do 4' od geometrického středu hvězdokupy jsou hvězdy výrazně nahuštěné. Mnoho z těchto hvězd se nachází před hlavní posloupností, zatímco nejjasnější hvězdy jsou modří veleobři. Hmotnost členů hvězdokupy je v rozsahu od 2 do 85 {\displaystyle M_{\odot }} a odhadované stáří hvězdokupy je 2 ±1 milion let.

### Rentgenové pozorování
Díky měření rentgenové observatoře Chandra byla oblast mlhoviny důkladně prozkoumána v pásmu rentgenového a infračerveného záření. Část výzkumu se zaměřila na ověření domněnky, zda se opravdu uvnitř mlhoviny nachází snížené množství mladých hvězd s cirkumstelárním diskem, což by mohlo být způsobeno silným ničivým působením hvězdného větru veleobrů ve hvězdokupě. Část těchto objektů je ovšem vyřazena kvůli omezením samotné metody.
Velká část rentgenových zdrojů je ukrytá uvnitř Sloupů stvoření a shodují se s mladými hvězdnými objekty středně zčervenalými kvůli temným mračnům, takže vyzařují převážně infračervené záření. Uvnitř mračen byly nalezeny pouze dva silné rentgenové zdroje, které se shodují s protohvězdami v blízkosti Sloupů.
Z jedenácti rozpínajících se kuliček, které je možné pozorovat infračerveně, jich má sedm menší než hvězdnou hmotnost. Zbývající čtyři vysílají tak slabé rentgenové záření, že nedosahují ani hodnot vyzařovaných běžně mladými hvězdami typu T Tauri. Proto je možné, že se v těchto kuličkách netvoří žádné hvězdy, nebo jde o velmi mladé objekty, které ještě nezačaly vyzařovat rentgenové záření.

## Měření vzdálenosti
Odhad vzdálenosti ústřední hvězdokupy, a tedy i samotné mlhoviny, je ztížen tím, že extinkce (mezihvězdné zčervenání) ve směru hvězdokupy zeslabuje světlo hvězd jiným způsobem, než je v Galaxii běžné: nejen že ovlivňuje viditelnou oblast záření, nýbrž i na úrovni mezihvězdného prostředí se zdá být velmi vysoká, což může naznačovat, že se ve směru pohledu na hvězdokupu nachází prach s většími zrny, než je obvyklé
a že může obsahovat větší podíl křemičitanů a grafitu, než kolik je u mezihvězdného prachu obvyklé.
Hodnota extinkce je v rozsahu 3,5 až 4,8 s předpokládanou střední hodnotou 3,75.
Z výše zmíněných důvodů se jednotlivé odhady vzdálenosti navzájem liší. V 60. letech 20. století se vzdálenost mlhoviny odhadovala v rozsahu 2 200 pc (7 200 světelných let)
a 3 200 pc (10 400 světelných let).
Postupem času se tato hodnota výrazně snižovala a na počátku 21. století nejpřesnější odhady uváděly vzdálenost mlhoviny mezi 1 750 pc (5 700 světelných let) a 1 800 pc (5 900 světelných let).
Zatímco první měření této vzdálenosti probíhala pomocí výzkumu kinematiky, později se začaly používat fotometrické metody a s nástupem stále přesnějších měřicích přístrojů také měření spektroskopické paralaxy.

## Významné objekty vmlhovině
Dříve, než začal být chápán vztah mezi mlhovinou a v ní vzniklými hvězdami, se výzkum zaměřoval na určení fyzické stavby mlhoviny, aby mohlo být pochopeno působení sil v mlhovině a její obecné fyzické vlastnosti. Mlhovina tak byla zmapována v oblasti rádiových vln a bylo získáno její emisní čárové spektrum a spektrum absorpce OH a neutrálního vodíku.

### Sloupy stvoření

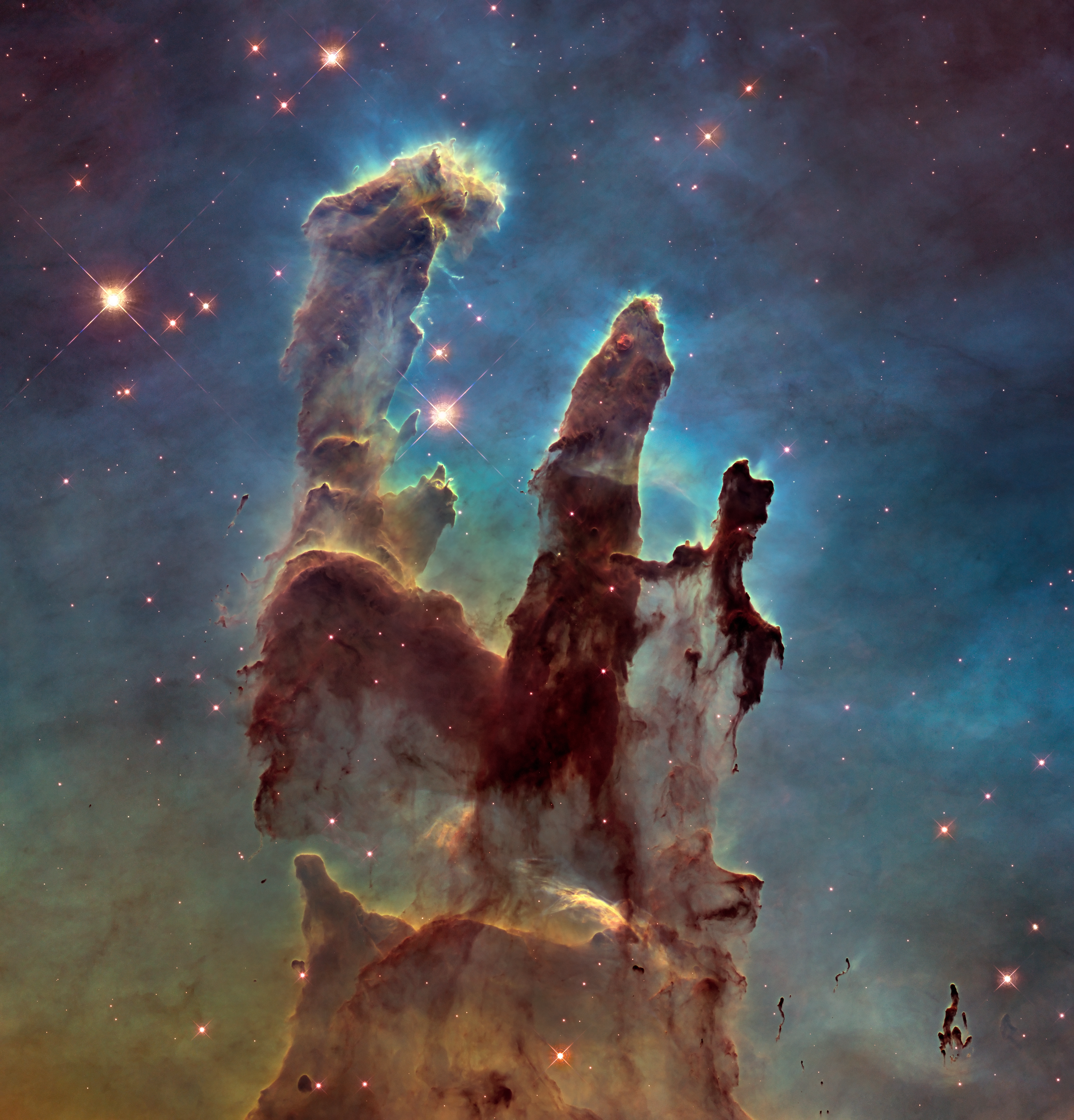
Snímek mlhoviny Sloupy stvoření pořízený Hubbleovým vesmírným dalekohledem

Sloupy stvoření jsou tři útvary z hustého plynu a prachu, které leží na jihovýchodním okraji mlhoviny. Vznikly působením hvězdných větrů obřích hvězd v ústřední hvězdokupě. Jednotlivé sloupy se označují vzestupným číslováním římskými číslicemi, ve směru od severovýchodu na jihozápad je tedy jejich označení Sloup I, Sloup II a Sloup III. Členitost mlhoviny a rozmístění ionizovaných oblastí byly s příchodem vesmírných dalekohledů podrobně prozkoumány: ionizující záření vycházející z hvězdokupy stlačuje plyn molekulárního mračna a zvyšuje tím jeho povrchový tlak, zatímco proud vypařované ionizované hmoty působí proti hvězdnému větru z opačné strany. Tento jev je tedy zodpovědný za sloupový tvar oblaků. Vítr nejdříve odežene hmotu s menší hustotou, zatímco nejhustější jádro, které je později rázovou vlnou stlačeno, zůstává a odolává působení síly. Snímky pořízené v blízkém infračerveném pásmu přesto ukazují, že první dva sloupy mají poměrně nízkou hustotu, protože se před rozkládajícím působením větrů skrývají za hustšími jádry.
Je také možné, že tyto útvary vyztužuje magnetické pole. Jihovýchodně od Sloupů, blízko známého Herbigova–Harova objektu HH 216, leží další útvar molekulární mlhoviny, který se označuje jako Sloup IV.
Složené snímky z rentgenové observatoře Chandra a Hubbleova vesmírného dalekohledu ukázaly, že v mlhovině pozorované zdroje rentgenového záření, které pochází z mladých hvězd, leží vně oblasti Sloupů.
To naznačuje, že tvorba hvězd mohla vyvrcholit přibližně před milionem let a že se vzniklé hvězdy ještě nestihly ohřát natolik, aby mohly vyzařovat rentgenové záření. Na začátku roku 2007 vědci používající Spitzerův vesmírný dalekohled zjistili, že Sloupy pravděpodobně zničil výbuch supernovy před asi 6 tisíci lety, ale že světlo, které ukáže nový tvar mlhoviny, přiletí k Zemi až za zhruba tisíc let.
Usoudili tak z infračerveného snímku mlhoviny, na kterém je vidět rozpínající se mračno horkého prachu, který by mohl pocházet právě z vybuchlé supernovy. Celková hmotnost hustých oblastí Sloupů se odhaduje na 200 {\displaystyle M_{\odot }}.

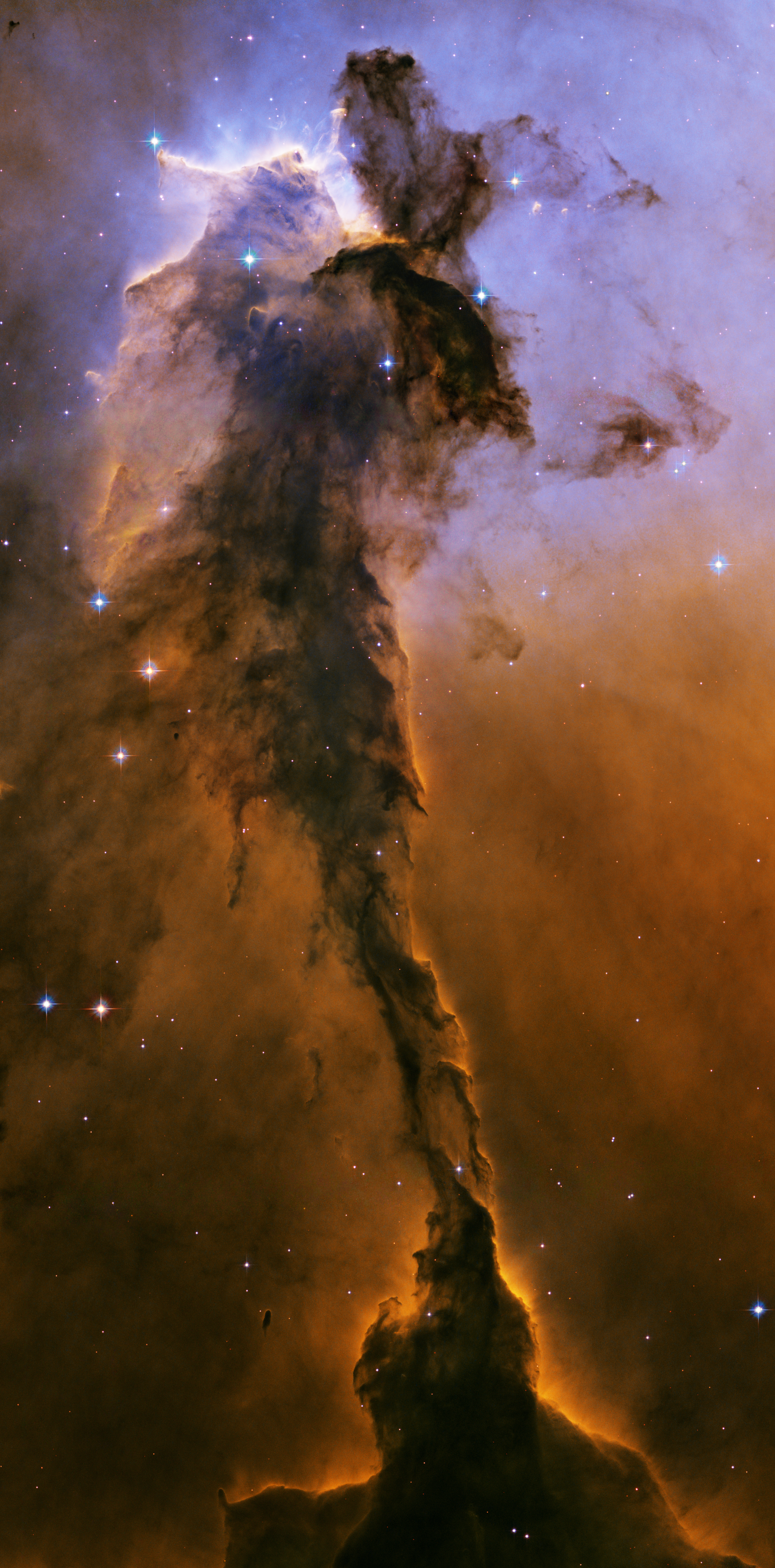
Sloup V zobrazený Hubbleovým vesmírným dalekohledem.

Objekty nazývané EGGs (Evaporating Gaseous Globules), tedy nejhustější místa ve Sloupech, podle některých výzkumů mohou obsahovat právě vznikající mladé hvězdné objekty, takže jsou to místa, kde právě vznikají hvězdy. Jádra těchto objektů totiž mohou mít hustotu a teplotu podobnou jiným oblastem, ve kterých vznikají protohvězdy. Tyto příznaky probíhající tvorby hvězd ovšem nevypovídají o příčině, která ji spustila, takže není jisté, zda ionizační čelo hvězdných větrů blízkých obřích hvězd má významný vliv na jejich tvorbu či nikoli. V blízkosti Sloupů se nachází 8 zdrojů blízkého infračerveného záření, z nichž čtyři jsou velmi jasné a jejich záření vypovídá o hmotě, která je obklopuje, což je další znamení přítomnosti novorozených hvězd. Z více než 70 známých rozpínajících se plynných kuliček (EGGs) se pouze asi 15% zdá být spojených s mladými málo hmotnými hvězdami, 7 jich obsahuje objekty s menší než hvězdnou hmotností a 4 obsahují objekty o hmotnosti mezi 0,35 a 1 {\displaystyle M_{\odot }}.

### Sloup V
Severovýchodně od Sloupů stvoření se nachází další velmi protažený sloup hmoty, který je znám pod označením Sloup V a někdy i pod přezdívkou "špička věže" (anglicky The Spire). Na konci tohoto útvaru byl objeven rychle se pohybující chomáč ionizované hmoty, který by mohl být Herbigovým–Harovým objektem. V této oblasti bylo nalezeno také několik vodních maserů, dále pak zdroj označovaný jako G017.0335+00.7479, který leží 5 obloukových minut jižně od jednoho z těchto maserů a jeden pravděpodobně velmi jasný mladý hvězdný objekt označený J181925.4−134535.
V roce 2007 byly s pomocí Spitzerova vesmírného dalekohledu nalezeny infračervené protějšky těchto vodních maserů.

### Hvězdotvorné jevy

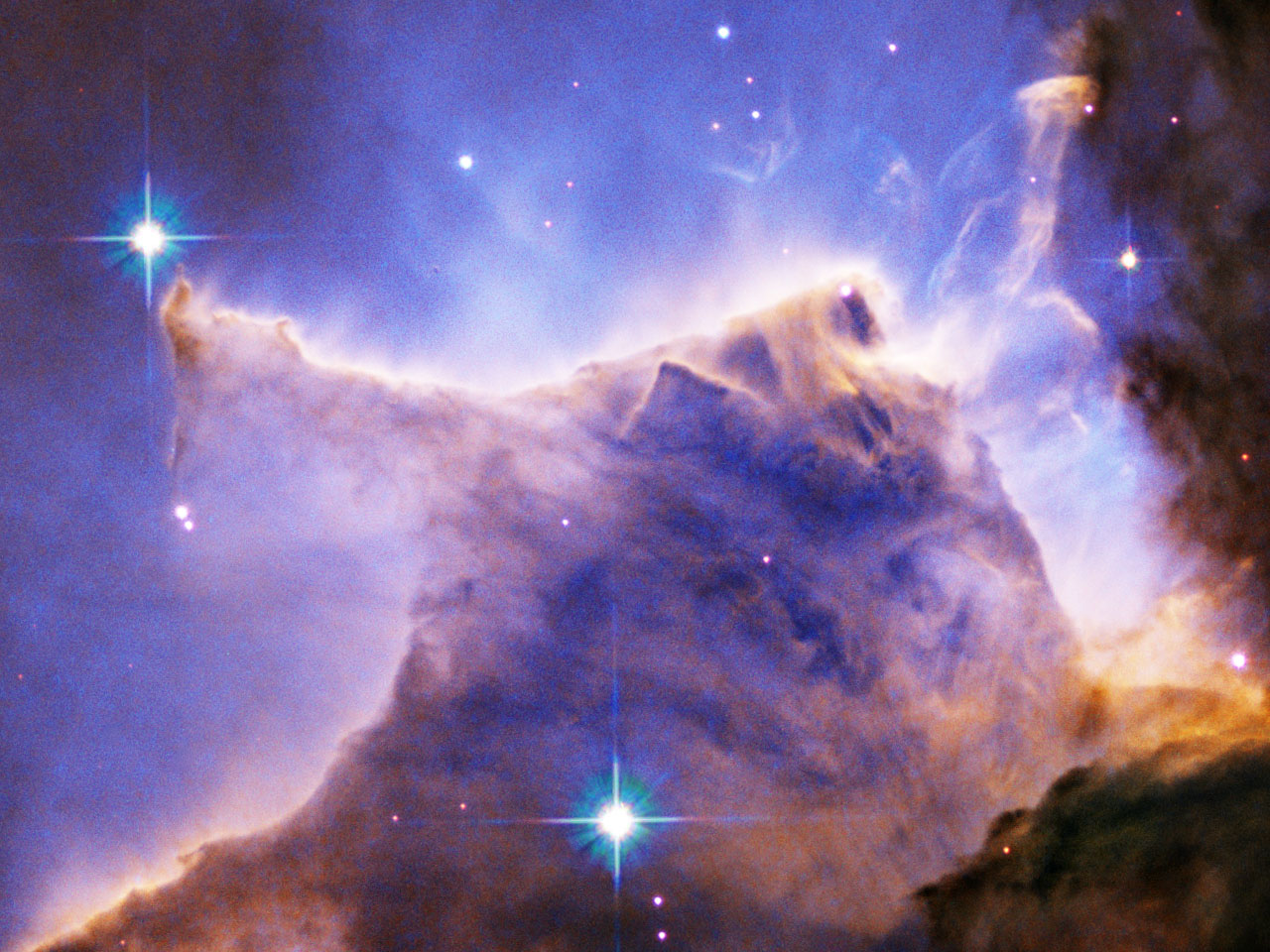
Podrobný pohled na malou oblast na vrcholku Sloupu V, ve které je pravděpodobně skrytý Herbigův–Harův objekt.

Jedním z nejvýraznějších znaků probíhající tvorby hvězd v mlhovinách je přítomnost Herbigových–Harových objektů, což jsou malé jasné oblaky v podobě výtrysku poháněného nově zrozenou hvězdou, která se nachází uvnitř takového oblaku. Nejznámějším objektem tohoto druhu v Orlí mlhovině je HH 216. Nachází se blízko Sloupu IV a původně byl označen jako M16-HH1.
V roce 2004 byla pomocí výzkumu viditelných emisních čar, oxidu uhelnatého a pohybu plynů objevena rázová vlna, která jde opačným směrem než HH-216 a má modrý posuv o hodnotě -150 km/s, což je přesně opačná hodnota proti HH-216, který má rudý posuv o stejné hodnotě. Mezi těmito objekty se rozprostírá shluk malých oblaků viditelných v optické a infračervené oblasti, jeden oblak viditelný v blízkém infračerveném záření, který leží přesně uprostřed mezi těmito dvěma objekty a jeden vodní maser.
Ve středové oblasti byl nalezen také slabý zdroj rentgenového záření, který je pravděpodobně způsoben ohříváním hmoty, která je stlačena mezi viditelný výtrysk a hmotu obklopující hvězdu.
Jak bylo výše zmíněno, vrcholky Sloupu I a II uvnitř ukrývají mladé hvězdné objekty, které byly objeveny pomocí infračerveného průzkumu. Mezi nejjasnější z těchto objektů patří YSO M16 ES−1, velmi zčervenalý a velmi svítivý zdroj, který je ukryt ve Sloupu I. Podle některých výzkumů by se uvnitř měla nacházet hvězda před hlavní posloupností, malá skupinka takových hvězd nebo několik hvězd s malou svítivostí.
Ze severního a jižního okraje oblaku vychází silné polarizované záření, které je způsobeno výtryskem pocházejícím z ústředního objektu, zatímco mezi těmito dvěma laloky, ze kterých vychází záření, je míra polarizace velmi nízká. Z toho se dá usuzovat, že ústřední objekt může být obklopen diskovým útvarem.
Na vrcholu Sloupu II se nachází YSO M16 ES−2, občas v odborných dílech označovaný YSO2, který je méně jasný a méně záhadný než předchozí objekt. Jeho hmotnost je v rozmezí 2 až 5 {\displaystyle M_{\odot }}. Infračervený výzkum ukázal, že se může jednat o vyvinutější objekt než ES-1, který nevysílá maserové záření, přesněji řečeno maser ve Sloupu II není spojen s tímto objektem. Vnitřní stavba těchto objektů může být podobná, s plochým diskem, který obepíná středový útvar. Jejich rentgenové záření je velmi slabé.
Uvnitř Sloupu V byly nalezeny dva útvary spojené s mladými hvězdami. Prvním je P5A, který leží na vrcholu sloupu a Spitzerovu dalekohledu se jej podařilo částečně rozlišit. Je tvořen dvěma složkami, které vysílají infračervené záření a shodují se se dvěma ze tří maserových zdrojů pozorovaných v této oblasti. P5B se naopak nachází na úpatí tohoto sloupu. Západně od Sloupů stvoření leží nejjasnější zdroj infračerveného záření z celé mlhoviny: označuje se IRAS 18152−1346, také vysílá maserové záření,
může mít hmotnost kolem 8 {\displaystyle M_{\odot }} a svítivost kolem hodnoty asi 1 000 {\displaystyle L_{\odot }}.

### Hvězdy

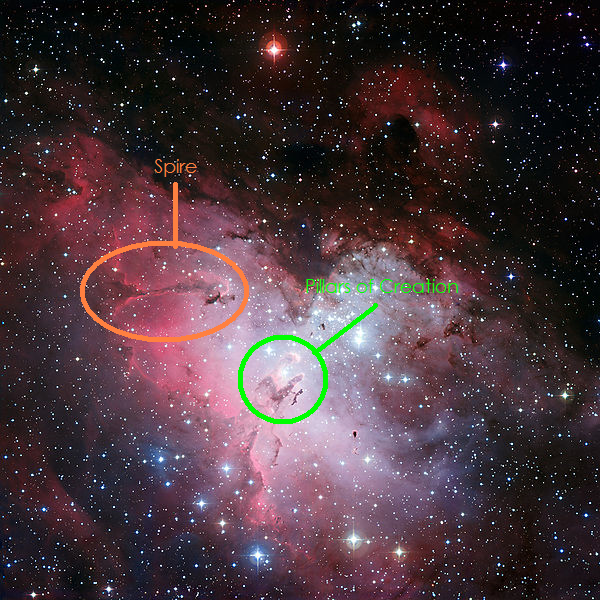
Sloupy stvoření v souvislosti s celou mlhovinou. Jasné hvězdy uprostřed snímku patří otevřené hvězdokupě NGC 6611, která leží uvnitř mlhoviny.

HII oblasti ze své podstaty vždy obklopují mladé otevřené hvězdokupy a hvězdné asociace. Vzhledem k tomu, že v jejich nitru vznikají nové hvězdy, nejmladší hvězdy se před rozptýlením do okolního prostoru společně nachází blízko místa svého vzniku.
Ústřední otevřená hvězdokupa, která vévodí Orlí mlhovině, je známá jako NGC 6611.

### NGC 6611
Otevřená hvězdokupa NGC 6611 je umístěna uprostřed mlhoviny a tvoří ji zvlášť jasné hvězdy. Obsahuje několik desítek velmi horkých hvězd hlavní posloupnosti spektrální třídy O a B (modrých veleobrů) s odhadovaným stářím sotva 1,8 milionů let (největší z těchto veleobrů je hvězda HD 168076) a značný počet hvězd s menší hmotností, které ale přesto patří mezi obry a součet jejich záření se vyrovná výkonu jediné nejjasnější hvězdy HD 168076. HD 168076 je hlavním zdrojem záření ionizujícího plyn mlhoviny a zároveň i nejhmotnějším členem hvězdokupy a je to veleobr třídy O3-O5V s hmotností 75 až 80 {\displaystyle M_{\odot }} a svítivostí 720 000krát větší než je zářivost Slunce.
Členů hmotnějších než 2 {\displaystyle M_{\odot }} je ve hvězdokupě přibližně 380.
Mnohé z těchto hmotných hvězd tvoří dvojhvězdy a radiální rychlost celé hvězdokupy souhlasí s rychlostí ionizovaného plynu mlhoviny. Pozorované vlastnosti dvojhvězd se zdají být v souladu spíše s akrečním modelem tvorby hvězd než s modelem jejich pozdějšího spojení.
Poloměr jádra hvězdokupy je přibližně 0,7±0,1 pc a gravitační dosah hvězdokupy má poloměr 6,5±0,5 pc. Celkový sklon hmotnostní funkce hvězd (funkce poměrného zastoupení hvězd podle jejich hmotnosti) je -1,45 a jeho rozdílná hodnota pro jádro a okrajové části může být způsobena hmotovým rozdělením hvězdokupy. Při započtení pouze členů s hmotností od 5 {\displaystyle M_{\odot }} je spodní hranice jejich celkové hmotnosti (1,6±0,3)×103 {\displaystyle M_{\odot }}. Pokud se uváží, že hvězdy s hmotností v rozsahu od 6 do 12 {\displaystyle M_{\odot }}představují 5,5 % celkové hmotnosti hvězdokupy v rozsahu 0,1 až 100 {\displaystyle M_{\odot }}, může se celková hmotnost hvězdokupy odhadnout na přibližně 25×103 {\displaystyle M_{\odot }} s průměrnou hustotou 28,5 {\displaystyle M_{\odot }} na krychlový parsec.
Průměrné stáří členů hvězdokupy je 2 až 3 miliony let, ale jejich opravdové stáří se pohybuje ve větším rozsahu od 1 do 6 milionů let. Podle jiných zdrojů může být stáří menší, kolem 1 milionu let nebo i méně.

### Hvězdy se zářením Hα a málo hmotné hvězdy

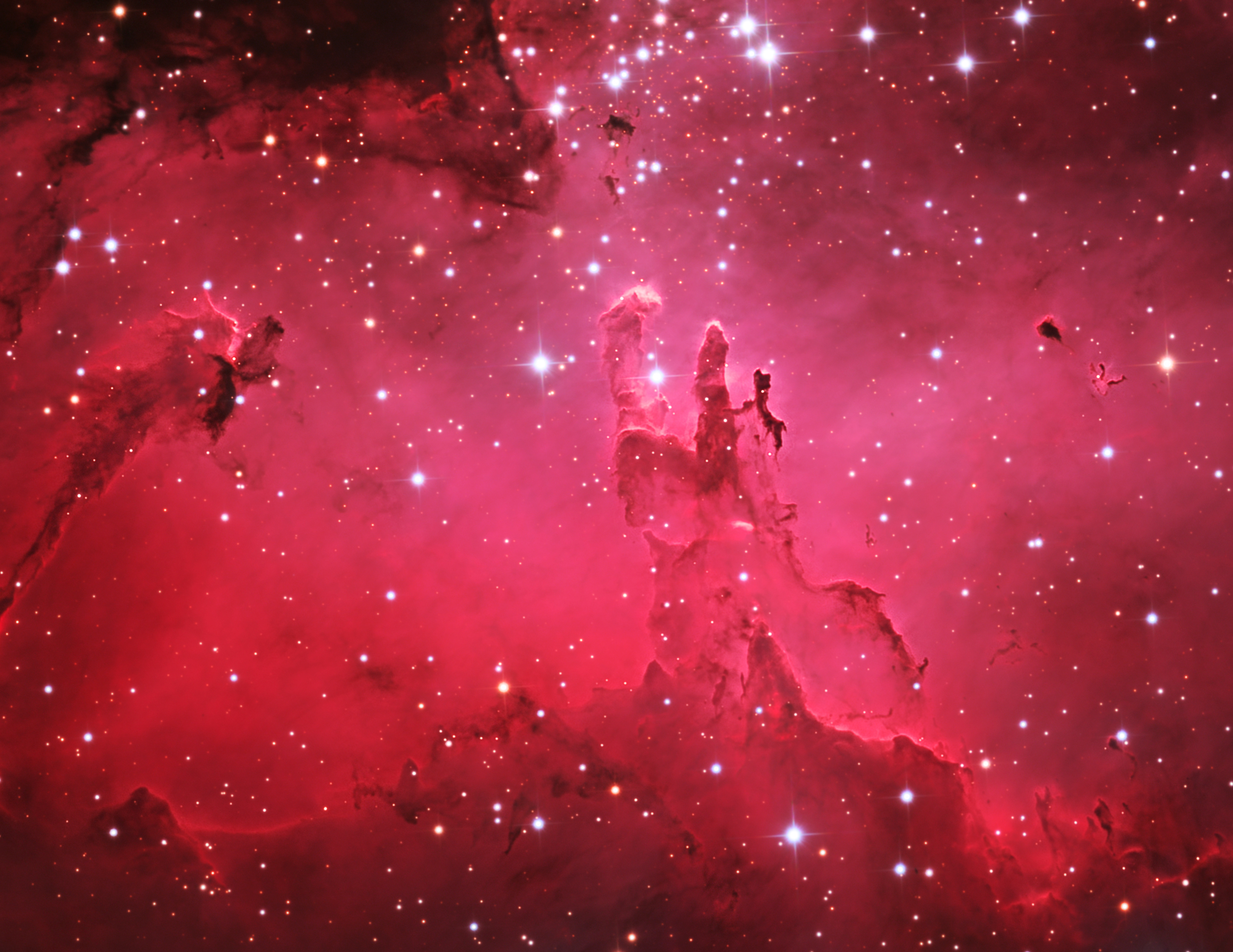
Podrobný pohled na střed mlhoviny; v pravé části snímku jsou vpravo vidět velmi hustá oblaka prachu, zatímco vpravo dole od středu snímku, pod Sloupy stvoření, je vidět Sloup IV.

Výzkum hvězd může v HII oblastech spočívat i v jejich hledání pomocí záření Hα, které vydávají hvězdy typu T Tauri nebo hvězdy typu Herbig Ae/Be (hvězdy před hlavní posloupností spektrálního typu A nebo B). Podle vědců je silné záření tohoto druhu hvězd způsobeno vzájemným působením těchto hvězd a disku, který je obklopuje, zatímco slabé záření vodíku vzniká v chromosféře mladých hvězd, které ještě nejsou diskem obklopeny.
Ve zvláště jasných HII oblastech, jako je Orlí mlhovina nebo mlhovina Carina, může být rozpoznání záření pocházejícího z těchto typů hvězd obtížné kvůli silnému záření v pásmu vodíku, které vydává samotný plyn v mlhovině. Z toho důvodu byl ve hvězdokupě NGC 6611 nalezen pouze zanedbatelný počet hvězd typu Herbig Ae/Be, pouhých 6, z nichž čtyři byly potvrzeny.
Při započtení dalších oblastí mlhoviny, včetně Sloupů stvoření, naroste počet těchto zdrojů na 82, z nichž jsou většina nepotvrzené hvězdy typu Herbig Ae/Be rozprostřené v celé pozorované oblasti mlhoviny bez jakéhokoliv náznaku zhuštění.
Pomocí Hubbleova vesmírného dalekohledu byly uvnitř mlhoviny určeny polohy hvězd s malou hmotností, jako například hnědých trpaslíků, až do hmotnosti 0,2 {\displaystyle M_{\odot }}, značného množství hvězd před hlavní posloupností s mírně vyšší hmotností a také bylo objeveno několik stovek dalších nepotvrzených členů hvězdokupy. Počáteční funkce hmotnosti hvězd ve středové oblasti hvězdokupy NGC 6611 se zdá být podle těchto výzkumů plochá v rozsahu od 0,3 do 1 {\displaystyle M_{\odot }} s vrcholem mezi 0,4 a 0,5 {\displaystyle M_{\odot }} a směrem k oblasti hnědých trpaslíků funkce klesá.

## Galaktické okolí
Orlí mlhovina leží ve vzdálenosti přibližně 5 900 světelných let od Země a nachází se tedy v rameni Střelce, což je galaktické rameno blíže ke středu Galaxie sousedící s ramenem Orionu, ve kterém sídlí Slunce. V rameni Střelce leží také další velmi jasné objekty, jako například mnohé z jasných hvězdokup viditelných mezi souhvězdími Štíra a Kentaura až k mlhovině Carina.
Pohled ze Země ve směru na mlhovinu je stíněn mezihvězdným prachem, projevuje se zde i velká vzdálenost, ale přesto je mlhovina zastíněna méně než jiné oblasti v jejím okolí. Ve skutečnosti se poloha mlhoviny promítá na okraj takzvané Orlí trhliny (jejíž jméno je odvozeno od stejnojmenného souhvězdí, nikoli od mlhoviny; známější je sousední Velká trhlina v Labuti), což je dlouhý pás temných mlhovin, který také leží v rameni Orionu jako Slunce a výrazně stíní světlo hvězd v severní části ramene Střelce.

### Spojení smlhovinou Omega

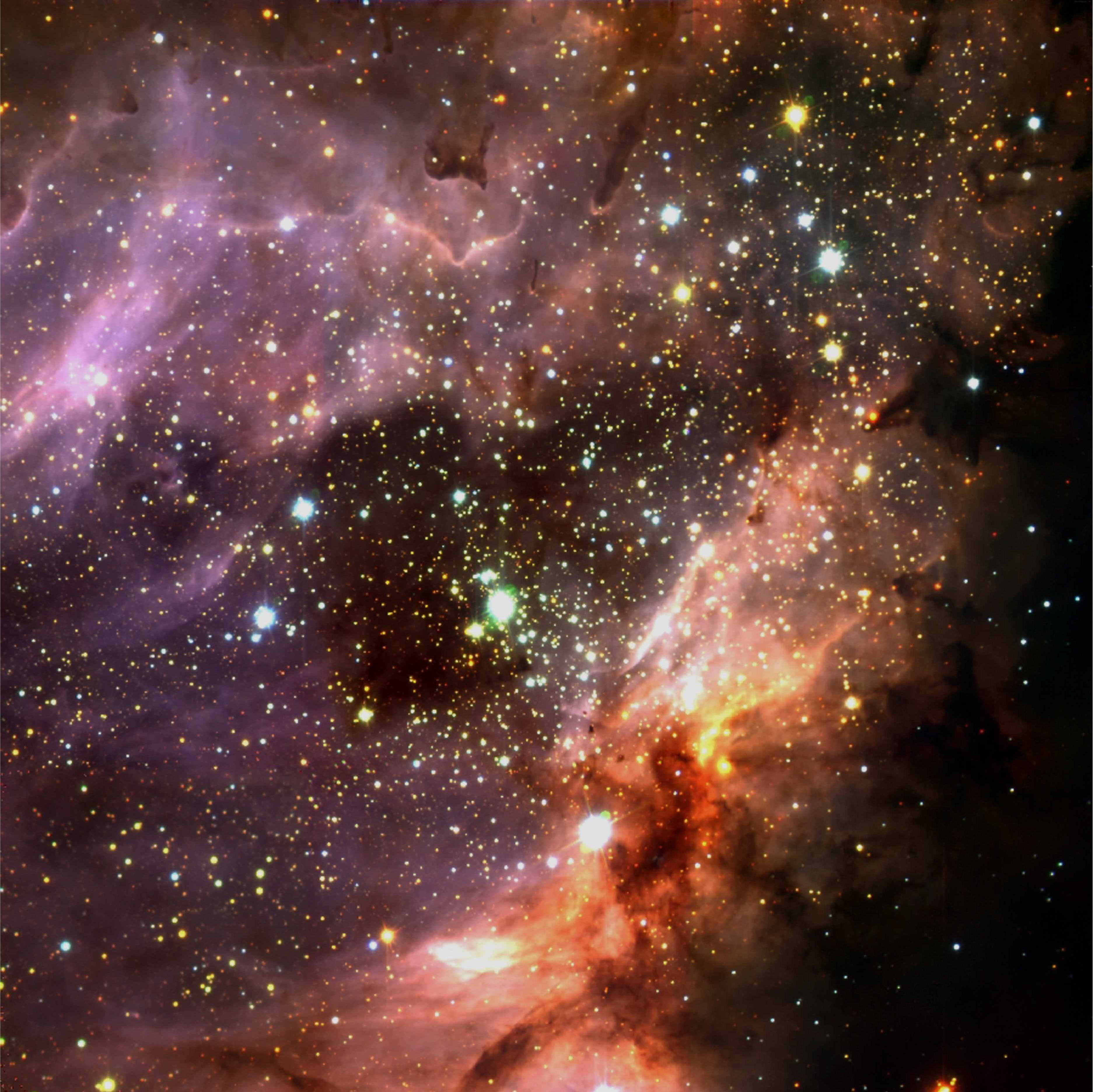
Mlhovina Omega, jasná mlhovina nacházející se několik stupňů jižně od Orlí mlhoviny, se kterou se zdá být spojena.

Orlí mlhovina a mlhovina Omega se na obloze nachází blízko u sebe, vzdálené pouhých 2,5 stupňů. Porovnáním jejich vzdálenosti je možné dojít k závěru, že se musí nacházet skutečně blízko sebe, navzájem vzdálené několik stovek světelných let. Na základě průzkumu spektrálních čar 12CO bylo zjištěno, že jsou tyto dvě mlhoviny spojeny slabým mlhavým pásem, který je vidět i na snímcích s dlouhou expozicí a je zřetelný i v blízkém infračerveném pásmu.
To může naznačovat, že tyto dvě mlhoviny, ke kterým se připojuje třetí, označovaná jako Oblast III a nacházející se jihozápadně od mlhoviny Omega, mohou být součástí rozsáhlého molekulárního mračna. Tyto mlhoviny představují nejhustější oblasti tohoto mračna a díky tomu v nich probíhá tvorba hvězd.
K těmto mlhovinám se dá připočítat i soustava Sh2-54, která je spojená s otevřenou hvězdokupou NGC 6604, jejíž vztah k Orlí mlhovině byl znám již před lety.
Vědci také určili časovou posloupnost vývoje tohoto molekulárního mračna: první oblastí, ve které se spustil vývoj hvězd, je ta nejsevernější, shodující se s Sh2-54, ve které před přibližně 4 miliony lety vzniklo několik jasných OB asociací. Následně před 2 až 3 miliony let zasáhla tvorba hvězd oblast Orlí mlhoviny a teprve nedávno, před 1 milionem let, i mlhovinu Omegu. Příčiny tohoto šíření tvorby hvězd mohly být různé: mohlo být způsobeno velkým dominovým efektem, při kterém hvězdný vítr nově vzniklých hvězd stlačil plyn v přilehlých oblastech, který se zhroutil do sebe, nebo mohlo být stlačení způsobeno výbuchem více supernov, které měly původ v nejhmotnějších hvězdách pocházejících z předchozí tvorby hvězd. Další možností může být také stlačení plynů tím, jak soustava mlhovin vstoupila do hustějších oblastí spirálního ramene, ve kterém se nachází.
Výše zmíněné molekulární mračno má tvar velké bubliny, ve které se nachází mnoho z mračna vzniklých mladých hvězd. Přesto se zdá, že je tato bublina o několik milionů let starší než samotné mračno, což by znamenalo, že jde o útvar, který byl přítomen již před příchodem mračna. Srážka s touto bublinou, a nikoli její rozpínání, tak mohla být prvotní příčinou spuštění tvorby hvězd v této oblasti. Podle některých autorů může být tato oblast ještě rozsáhlejší a může tak zahrnovat i mlhovinu Lagunu, která také leží v rameni Střelce, ale poněkud blíže k Zemi, a možná i mlhovinu Trifid,
i když ta se nachází poněkud dále.

### OB asociace
V blízkosti Orlí mlhoviny jsou známy dvě OB asociace. První se označuje Ser OB1 a obsahuje přes dvacet modrých veleobrů spektrální třídy O a B, z nichž někteří jsou také členy NGC 6611. Jejich magnitudy jsou od 7 do 10 a jejich absolutní magnitudy jsou od -4 do -8.
K nim by mohli patřit i dva modří hyperobři HD 168607 a HD 168625, kteří pravděpodobně na sebe navzájem působí.
Azimutální složka zbytkové rychlosti většiny hvězd této asociace ukazuje, že se pohybují proti směru otáčení Galaxie, což je typická vlastnost mnoha dalších hvězdných asociací, které patří do ramene Střelce, jako například Sgr OB1, Cru OB1 a Cen OB1. Toto je důležitý důkaz, který směřuje k potvrzení, že spirální ramena obecně, a toto rameno zvláště, vznikají spirálotvorným působením hustotních vln.
Druhou asociací je Ser OB2, která je jasnější a zhuštěnější než předchozí. Její součástí je otevřená hvězdokupa NGC 6604, mladá skupina hvězd s odhadovaným stářím 4 až 5 milionů let. Asociace je od Země vzdálena 1 700 parseků (5 500 světelných let), takže je blízko mlhoviny Sh2-54, která je součástí soustavy tvořené Orlí mlhovinou a mlhovinou Omega a jejichž hvězdami je osvětlována. Tato mlhovina je umístěna kolmo k rovině galaktického disku a má rozlohu kolem 30 světelných let. Asociace čítá zhruba stovku obřích hvězd třídy O a B, které leží přibližně 65 parseků severně od roviny Galaxie. S asociací je spojen dlouhý útvar nazývaný "komín" (anglicky Chimney), který je tvořen horkým ionizovaným plynem, což je zcela běžný druh útvaru v Mléčné dráze i v ostatních galaxiích. Tento útvar má délku přibližně 200 parseků a zdá se, že hrál důležitou roli při vzájemném ovlivňování galaktického disku a hala, zejména v oblasti přenosu plynů a fotonů.
Mezi členy asociace se nachází několik hvězd velmi známých mezi astronomy, jako například Wolfova–Rayetova dvojhvězda CV Serpentis, dvojhvězda HD 166734 a vícenásobná hvězda HD 167971. Silný vítr z jejích hvězd vytvořil rázovou vlnu, která může být zodpovědná za další tvorbu hvězd v této oblasti, v Orlí mlhovině a také za další ještě probíhající děje.

### Knihy
Obecné kapitoly:
- O'MEARA, Stephen James. Deep Sky Companions: The Messier Objects. New York: Cambridge University Press, 1998. Dostupné online. ISBN 0-521-55332-6. (anglicky)
- BURNHAM, JR, Robert. Burnham's Celestial Handbook: Volume Two. New York: Dover Publications, Inc., 1978. (anglicky)
- Chaisson; McMillan. Astronomy Today. Englewood Cliffs: Prentice-Hall, Inc., 1993. ISBN 0-13-240085-5. (anglicky)
- Thomas T. Arny. Explorations:  An Introduction to Astronomy. upravené 3. vyd. Boston: McGraw-Hill, 2007. Dostupné online. ISBN 0-07-321369-1. (anglicky)
- AA.VV. L'Universo - Grande enciclopedia dell'astronomia. Novara: De Agostini, 2002. (italsky)
- GRIBBIN, J. Enciclopedia di astronomia e cosmologia. Milano: Garzanti, 2005. Dostupné online. ISBN 88-11-50517-8. (italsky)
- OWEN, W., et al. Atlante illustrato dell'Universo. Milano: Il Viaggiatore, 2006. ISBN 88-365-3679-4. (italsky)
- LINDSTROM, J. Stelle, galassie e misteri cosmici. Trieste: Editoriale Scienza, 2006. ISBN 88-7307-326-3. (italsky)

O vývoji hvězd:
- LADA, C. J.; KYLAFITS, N. D. The Origin of Stars and Planetary Systems. [s.l.]: Kluwer Academic Publishers, 1999. ISBN 0-7923-5909-7. (anglicky)
- DE BLASI, A. Le stelle: nascita, evoluzione e morte. Bologna: CLUEB, 2002. ISBN 88-491-1832-5. (italsky)
- ABBONDI, C. Universo in evoluzione dalla nascita alla morte delle stelle. [s.l.]: Sandit, 2007. ISBN 88-89150-32-7. (italsky)
- HECK, Margherita. Dove nascono le stelle. Dalla vita ai quark: un viaggio a ritroso alle origini dell'Universo. Milano: Sperling & Kupfer, 2004. ISBN 88-8274-912-6. (italsky)

### Vědecké práce
- ANDERSEN, M.; KNUDE, J.; REIPURTH, B., et al. Molecular cloud structure and star formation near HH 216 in M 16. S. 969–978. Astronomy and Astrophysics [online]. Únor 2004 [cit. 2017-06-23]. Roč. 414, s. 969–978. Dostupné online. doi:10.1051/0004-6361:20031535. Bibcode 2004A&A...414..969A. (anglicky)
- BONATTO, C.; SANTOS, J. F. C., Jr.; BICA, E. Mass functions and structure of the young open cluster NGC 6611. S. 567–577. Astronomy and Astrophysics [online]. Leden 2006 [cit. 2017-05-19]. Roč. 445, čís. 2, s. 567–577. Dostupné online. doi:10.1051/0004-6361:20052793. Bibcode 2006A&A...445..567B. (anglicky)
- DIAS, W. S.; ALESSI, B. S.; MOITINHO, A., et al. New catalogue of optically visible open clusters and candidates. S. 871–873. Astronomy and Astrophysics [online]. Červenec 2002 [cit. 2017-05-09]. Roč. 389, s. 871–873. Dostupné online. arXiv astro-ph/0203351. doi:10.1051/0004-6361:20020668. Bibcode 2002A&A...389..871D. (anglicky)
- DUCHÊNE, G.; SIMON, T.; EISLÖFFEL, J., et al. Visual binaries among high-mass stars. An adaptive optics survey of OB stars in the NGC 6611 cluster. S. 147–161. Astronomy and Astrophysics [online]. Listopad 2001 [cit. 2017-06-28]. Roč. 379, s. 147–161. Dostupné online. Bibcode 2001A&A...379..147D. (anglicky)
- FORBES, Douglas. The Serpens OB2 Association and Its Thermal "Chimney. S. 2594–2608. Astronomical Journal [online]. Listopad 2000 [cit. 2017-06-30]. Roč. 120, čís. 5, s. 2594–2608. Dostupné online. doi:10.1086/316822. Bibcode 2000AJ....120.2594F. (anglicky)
- GOUDIS, C. A classification of the available astrophysical data of particular H II regions. VI - M16: Mapping and physical parameters of the object. S. 105–119. Astrophysics and Space Science [online]. Květen 1976 [cit. 2017-05-19]. Roč. 41, s. 105–119. Dostupné online. doi:10.1007/BF00684576. Bibcode 1976Ap&SS..41..105G. (anglicky)
- GUARCELLO, M. G.; PRISINZANO, L.; MICELA, G., et al. Correlation between the spatial distribution of circumstellar disks and massive stars in the open cluster NGC 6611. Compiled catalog and cluster parameters. S. 245–255. Astronomy and Astrophysics [online]. Leden 2007 [cit. 2017-05-09]. Roč. 465, čís. 1, s. 245–255. Dostupné online. doi:10.1051/0004-6361:20066124. Bibcode 2007A&A...462..245G. (anglicky)
- HILLENBRAND, Lynne A.; MASSEY, Philip; STROM, Stephen E., et al. NGC 6611: A cluster caught in the act. S. 1906–1946. Astronomical Journal [online]. Listopad 1993 [cit. 2017-05-10]. Roč. 106, čís. 5, s. 1906–1946. Dostupné online. doi:10.1086/116774. Bibcode 1993AJ....106.1906H. (anglicky)
- HUMPHREYS, R. M. Studies of luminous stars in nearby galaxies. I. Supergiants and O stars in the Milky Way. S. 309–350. Astrophysical Journal [online]. Prosinec 1978 [cit. 2017-06-30]. Roč. 38, s. 309–350. Dostupné online. doi:10.1086/190559. Bibcode 1978ApJS...38..309H. (anglicky)
- INDEBETOUW, R.; ROBITAILLE, T. P.; WHITNEY, B. A., et al. Embedded Star Formation in the Eagle Nebula with Spitzer GLIMPSE. S. 321–338. Astrophysical Journal [online]. Září 2007 [cit. 2017-06-23]. Roč. 666, s. 321–338. Dostupné online. doi:10.1086/520316. Bibcode 2007ApJ...666..321I. (anglicky)
- LINSKY, Jeffrey L.; GAGNÉ, Marc; MYTYK, Anna, et al. Chandra Observations of the Eagle Nebula. I. Embedded Young Stellar Objects near the Pillars of Creation. S. 347–360. Astrophysical Journal [online]. Leden 2007 [cit. 2017-05-18]. Roč. 654, čís. 1, s. 347–360. Dostupné online. doi:10.1086/508763. Bibcode 2007ApJ...654..347L. (anglicky)
- MCCAUGHREAN, M. J.; ANDERSEN, M. The Eagle's EGGs: Fertile or sterile?. S. 513–518. Astronomy and Astrophysics [online]. Červenec 2002 [cit. 2017-05-10]. Roč. 389, s. 513–518. Dostupné online. doi:10.1051/0004-6361:20020589. Bibcode 2002A&A...389..513M. (anglicky)
- MEABURN, J. The visible and ultraviolet continuum from a Herbig-Haro object in the core of M 16 /NGC 6611/. S. 367–372. Astronomy and Astrophysics [online]. Říjen 1982 [cit. 2017-06-14]. Roč. 114, čís. 2, s. 367–372. Dostupné online. Bibcode 1982A&A...114..367M. (anglicky)
- MEABURN, J.; WALSH, J. R. The discovery of high-speed ionized knots in the H II regions M16 (NGC 6611) and the Rosette nebula (NGC 2237-2246). S. 745–757. Monthly Notices of the Royal Astronomical Society [online]. Červen 1986 [cit. 2017-06-23]. Roč. 220, s. 745–757. Dostupné online. doi:10.1093/mnras/220.4.745. Bibcode 1986MNRAS.220..745M. (anglicky)
- MORIGUCHI, Y.; ONISHI, T.; MIZUNO, A., et al. Discovery of a molecular supershell towards two HII regions M16 and M17: Possible evidence for triggered formation of stars and GMCs. S. 173–174. The Proceedings of the IAU 8th Asian-Pacific Regional Meeting [online]. 2002 [cit. 2017-06-29]. S. 173–174. Dostupné online. Bibcode 2002aprm.conf..173M. (anglicky)
- OLIVEIRA, J. M.; JEFFRIES, R. D.; VAN LOON, J. Th., et al. Circumstellar discs around solar mass stars in NGC 6611. S. L21-L24. Monthly Notices of the Royal Astronomical Society [online]. Březen 2005 [cit. 2017-06-29]. Roč. 358, s. L21-L24. Dostupné online. doi:10.1111/j.1745-3933.2005.00020.x. Bibcode 2005MNRAS.358L..21O. (anglicky)
- ORSATTI, Ana M.; VEGA, E. Irene; MARRACO, Hugo G. Polarimetry in the Outskirts of NGC 6611. S. 1783–1788. Astronomical Journal [online]. Listopad 2006 [cit. 2017-05-18]. Roč. 132, čís. 5, s. 1783–1788. Dostupné online. doi:10.1086/507674. Bibcode 2006AJ....132.1783O. (anglicky)
- SOFUE, Y.; HANDA, T.; FUERST, E., et al. Giant stellar-wind shell associated with the H II region M16. S. 347–360. Astronomical Society of Japan [online]. 1986 [cit. 2017-06-30]. S. 347–360. Dostupné online. Bibcode 1986PASJ...38..347S. (anglicky)
- SUGITANI, K.; TAMURA, M.; NAKAJIMA, Y., et al. Near-Infrared Study of M16: Star Formation in the Elephant Trunks. S. L25-L28. Astrophysical Journal [online]. Leden 2002 [cit. 2017-06-14]. Roč. 565, čís. 1, s. L25-L28. Dostupné online. doi:10.1086/339196. Bibcode 2002ApJ...565L..25S. (anglicky)
- WALKER, Merle F. Studies of Extremely Young Clusters.IV. NGC 6611. S. 438. Astrophysical Journal [online]. Březen 1961 [cit. 2017-05-19]. Roč. 133, s. 438. Dostupné online. doi:10.1086/147047. Bibcode 1961ApJ...133..438W. (anglicky)
- WHITE, G. J.; NELSON, R. P.; HOLLAND, W. S., et al. The Eagle Nebula's fingers - pointers to the earliest stages of star formation?. S. 233–256. Astronomy and Astrophysics [online]. Únor 1999 [cit. 2017-06-23]. Roč. 342, s. 233–256. Dostupné online. Bibcode 1999A&A...342..233W. (anglicky)
- DE WINTER, D.; KOULIS, C.; THE, P. S., et al. Pre-main sequence candidates in the very young open cluster NGC 6611. S. 223–242. A & A Supplement series [online]. Únor 1997 [cit. 2017-06-28]. Roč. 121, s. 223–242. Dostupné online. doi:10.1051/aas:1997284. Bibcode 1997A&AS..121..223D. (anglicky)

### Mapy hvězdné oblohy
- Toshimi Taki. Taki's 8.5 Magnitude Star Atlas [online]. 2005 [cit. 2016-06-03]. Dostupné v archivu pořízeném dne 2018-11-05. (anglicky) – Atlas hvězdné oblohy volně stažitelný ve formátu PDF.
- TIRION, RAPPAPORT, LOVI. Uranometria 2000.0 - Volume II - The Southern Hemisphere to +6°. Richmond, Virginia, USA: Willmann-Bell, inc., 1987. ISBN 0-943396-15-8.
- TIRION, SINNOTT. Sky Atlas 2000.0. 2. vyd. Cambridge, USA: Cambridge University Press, 1998. ISBN 0-933346-90-5.
- TIRION. The Cambridge Star Atlas 2000.0. 3. vyd. Cambridge, USA: Cambridge University Press, 2001. Dostupné online. ISBN 0-521-80084-6.